# Łuka Wielka
Łuka Wielka – wieś na Ukrainie w rejonie tarnopolskim należącym do obwodu tarnopolskiego, nad Seretem.
W połowie 1937 poświęcono Dom Ludowy w Łuce Wielkiej.